# 金網サバイバルマッチ
金網サバイバルマッチ（かなあみサバイバルマッチ）は、DRAGONGATEで用いられる試合形式の一種である。金網の高さが6mあることから主に大規模会場で行われている。

## 概要
ユニット同士の決着戦や、ユニット内部と選手間の遺恨決着などに使用されるルール。コントラマッチとなることが多い。通常の金網マッチと同じくバトルロイヤル形式で行われるが、試合開始から一定時間経過後に金網上部に設置された旗を手にすることが可能となる。
旗は基本的に参加選手の人数から1本引いた本数が立てられる。参加選手は、この旗を手にすることでエスケープ（脱出）していき、最終的にリングに残った（旗を取れなかった）選手が敗者となるルール。
基本はエスケープ解除コールがかかった後に旗を手にできるが、旗を手にするための条件が課されることがあり、その場合はそれを満たさない限りはエスケープの権利を得られない。その一方で、試合開始からエスケープ可能となっている試合もある。
金網の上部に旗が設置されているため選手は金網をよじ登る必要があるが、リング上部がオープンであり、囲っているのが金網である特性上リングの内外から妨害が可能であるため、特にユニット同士の戦いの場合はセコンドの選手が金網の外から様々な攻撃を加えることがある。ラダーデスマッチ等と同じく、高い所から落下の危険性をはらんでいる。通常よりも高い位置から空中技を繰り出すこともあるため、非常に迫力のある戦いが見られることも特徴。ここ数年の戦いでは金網に入る選手が、それぞれの指定選手の技を繰り出す場面が多く見られている。
2017年の大会では初めてオープン・ザ・ドリームゲート選手権試合として金網マッチが開催されることとなった（特殊ルールであるため、当該年の項目を参照されたい）。

## 各年の試合結果

### 2008年5月5日、愛知県体育館
- マスカラ・コントラ・カベジェラ金網サバイバル6WAYマッチ[5]

| 出場選手         | エスケープ順 | 備考                          |
| ---------------- | ------------ | ----------------------------- |
| B×Bハルク        | 1            |                               |
| ドラゴン・キッド | 2            |                               |
| YAMATO           | 3            |                               |
| 吉野正人         | 4            | 土井成樹のアシスト。          |
| CIMA             | 5            | Typhoonと吉野正人のアシスト。 |
| 神田裕之         | ●            | 負け残りのため髪切り。        |

### 2009年12月27日、福岡国際センター
- マスカラ・コントラ・カベジェラ金網サバイバル6WAYマッチ[6]

| 出場選手         | エスケープ順 | 備考                           |
| ---------------- | ------------ | ------------------------------ |
| MAZADA           | 1            | 試合終了後にベテラン軍と共闘。 |
| ドラゴン・キッド | 2            |                                |
| B×Bハルク        | 3            |                                |
| K-ness.          | 4            |                                |
| 横須賀亨         | 5            | 菅原拓也のアシスト。           |
| 吉野正人         | ●            | 負け残りのため髪切り。         |

### 2011年10月16日、大阪府立体育館第1競技場
- マスカラ・コントラ・カベジェラ金網サバイバル6WAYマッチ[7]

| 出場選手         | エスケープ順 | 備考                       |
| ---------------- | ------------ | -------------------------- |
| KAGETORA         | 1            |                            |
| 鷹木信悟         | 2            |                            |
| B×Bハルク        | 3            |                            |
| 戸澤陽           | 4            |                            |
| サイバー・コング | 5            | Blood WARRIORSのアシスト。 |
| YAMATO           | ●            | 負け残りのため髪切り。     |

### 2014年5月5日、愛知県体育館
- 金網サバイバル6WAYマッチ〜スケープゴート式マスカラ・コントラ・カベジェラ〜[8]

負け残った出場選手の代理人が髪切りもしくはマスク剥ぎをされるルール。
| 出場選手                                  | 代理人                | エスケープ順 | 備考                                |
| ----------------------------------------- | --------------------- | ------------ | ----------------------------------- |
| CIMA                                      | ドラゴン・キッド      | 1            |                                     |
| ジミー神田                                | ジミー・ススム        | 2            |                                     |
| Mr.キューキュー"谷嵜なおき"豊中ドルフィン | 堀口元気H.A.Gee.Mee!! | 3            |                                     |
| 吉野正人                                  | しゃちほこBOY         | 4            |                                     |
| B×Bハルク                                 | サイバー・コング      | 5            | 試合終了後にMAD BLANKEYを離脱。     |
| 土井成樹                                  | Kzy                   | ●            | 負け残りのため代理人のKzyが髪切り。 |

### 2015年5月5日、愛知県体育館
- マスカラ・コントラ・カベジェラ金網サバイバルダブルリスク6WAYマッチ[9]

出場選手は他の出場者からフォールもしくはギブアップを奪い指定選手のリスク解除を行わないとエスケープ不可（指定選手が2選手の場合は2回奪うことが必須となる）。指定選手は指定されている出場選手が指定解除できず負け残った場合は出場選手と同様に髪切りもしくはマスク剥ぎをされるルール。
| 出場選手       | 指定選手1        | 指定選手2 | 指定解除順           | エスケープ順 | 備考                                                               |
| -------------- | ---------------- | --------- | -------------------- | ------------ | ------------------------------------------------------------------ |
| Kzy            | 戸澤陽           | -         | 2                    | 1            |                                                                    |
| 鷹木信悟       | B×Bハルク        | -         | 4                    | 2            |                                                                    |
| 斎藤"ジミー"了 | ドラゴン・キッド | -         | 3                    | 3            |                                                                    |
| YAMATO         | 望月成晃         | -         | 6                    | 4            |                                                                    |
| T-Hawk         | 土井成樹         | 吉野正人  | 5（吉野）、7（土井） | 5            |                                                                    |
| CIMA           | フラミータ       | -         | 1                    | ●            | 負け残りのため髪切り。指定選手のフラミータは指定解除済のため回避。 |

### 2016年5月5日、愛知県体育館
- マスカラ・コントラ・カベジェラ（1YEARボールヘッド）金網サバイバルダブルリスク6WAYマッチ[10]

2015年と同様のルール。ただし指定選手は同日に開催されるシングルマッチ敗れたものが、それぞれ決められた選手の指定選手となる。さらに髪切りもしくはマスク剥ぎとなった選手（それに追随する指定選手もリスク解除されていない場合）は2017年5月5日までの1年間坊主もしくは素顔をキープしなければいけないルールとなる。また金網マッチでは初めての全出場選手が同じユニット「VerserK」メンバーによる試合となる。
| 出場選手         | 指定選手1                  | 指定選手2 | 指定解除順 | エスケープ順 | 備考 |
| ---------------- | -------------------------- | --------- | ---------- | ------------ | --- |
| 谷嵜なおき       | 斎藤"ジミー"了             | -         | 1          | 1            | 土井成樹と共にYAMATOと結託していたがエスケープ後にYAMATOを裏切り。                                                                            |
| サイバー・コング | 望月成晃（空手ロボマサRX） | -         | 2          | 2            | |
| 鷹木信悟         | パンチ富永                 | -         | 4          | 3            | |
| 土井成樹         | Gamma                      | CIMA      | 5、7       | 4            | 試合前は結託していたYAMATOを試合中のエスケープ前に裏切り。                                                                                    |
| YAMATO           | "ハリウッド"ストーカー市川 | -         | 3          | 5            | B×Bハルク、kzy、ヨースケ♡サンタマリアらのアシスト。当初結託していたはずの 谷嵜・土井から試合中に裏切られ、試合終了後はVerserKから追放された。 |
| Kotoka           | 戸澤陽                     | -         | 6          | ●            | 負け残りのため髪切りと同時に1年間坊主をキープとなる。また指定選手の戸澤陽は指定解除済のため回避。                                             |

### 2017年5月5日、愛知県体育館
- オープン・ザ・ドリームゲート選手権 DEAD or ALIVE マスカラ・コントラ・カベジェラ金網5WAYマッチ[15]

初の金網でのタイトルマッチ。挑戦者4人は金網四隅に設置された旗を獲得することで、王者への暫定挑戦権が発生する。旗の取得に関わらず挑戦者はフォールを取られたり、ギブアップをした場合は退場となり、挑戦者が最後の1人となるまで続けられる。この間、王者のYAMATOはリング上で試合に参加はするが、挑戦者が最後の1人になるまで脱落しない。リングに最後の1人とYAMATOだけになった時点でオープン・ザ・ドリームゲート選手権試合に切り替わる。オープン・ザ・ドリームゲート選手権試合は中央部ポール上に設置したオープン・ザ・ドリームゲート王座のチャンピオンベルトを奪取した選手が王者になり、奪取できなかった選手は髪切りかマスク剥ぎとなる。
| 出場選手         | 旗取得順 | 脱落順 | 勝敗 | 備考                                                     |
| ---------------- | -------- | ------ | ---- | -------------------------------------------------------- |
| YAMATO           | -        | -      | ○    | 王者。王座防衛に成功。                                   |
| B×Bハルク        | 2        | 1      | -    |                                                          |
| 鷹木信悟         | 1        | 2      | -    |                                                          |
| 土井成樹         | 3        | 3      | -    |                                                          |
| サイバー・コング | 4        | ○      | ●    | 最後まで残ったがYAMATOに敗北してマスク剥ぎと本名を公表。 |

### 2018年5月6日、愛知県体育館
- DEAD or ALIVE カベジェラ・コントラ・カベジェラ金網7WAYマッチ[17]

今回は参加選手7名に対し、金網上部に設置される旗は5本となる。過去のルールに立ち返り、試合経過10分後のエスケープ解除コール後に旗の取得(エスケープ)が可能。さらに、エスケープ解禁と同時に出場しない全選手が各ユニット(無所属選手は無所属チーム)に分かれて5分ずつ、出場選手への援護・妨害が義務づけられるというルールが適用された(順番は抽選の結果、ANTIAS→無所属→MaxiMuM→NATURAL VIBES→OVER GENERATION→TRIBE VANGUARD)。エスケープできなかった2名はそのままシングルマッチに移行(5分1本勝負)し、敗北した選手が髪切りとなる。シングルマッチ5分で決着がつかない場合、2選手とも髪切りとなる。なお、鷹木信悟が勝ち抜けとなった場合、保持しているオープン・ザ・お笑いゲート王座の返上が認められるというルールが後に追加された。
| 出場選手         | エスケープ順 | 勝敗 | 備考                                                     |
| ---------------- | ------------ | ---- | -------------------------------------------------------- |
| 望月成晃         | 3            | -    |                                                          |
| YAMATO           | 5            | -    |                                                          |
| エル・リンダマン | 1            | -    |                                                          |
| 斎藤了           | -            | ●    | 負け残りのため髪切り。                                   |
| 鷹木信悟         | -            | ○    | オープン・ザ・お笑いゲート王者。勝ち抜けのため王座返上。 |
| パンチ富永       | 2            | -    |                                                          |
| 神田裕之         | 4            | -    |                                                          |

### 2019年5月6日、愛知県体育館
- -絆- 金網サバイバル5WAYマッチ[18]

旗の数は4本。前年と同じく、試合時間10分経過後のエスケープ解除コールから旗の奪取が可能。今回は各ユニット(NATURAL VIBES,TRIBE VANGUARD,MaxiMuM,R･E･D,望月道場)から代表1名を選出し、代表はそれぞれ自身が所属するチームのメンバーとの“絆"を背負い、その勝敗に関わらずメンバー追放の責を委ねる。各ユニットは4月10日までの各大会で候補メンバー4名を選出し、その4名でのタッグマッチを実施のうえ、ピンフォールを取った選手を代表とする。代表選手はユニットメンバー1名の追放権を持ち、エスケープに成功した場合、同権利の行使か放棄かを選ぶことができる。一方、エスケープできず負け残った代表選手は、"必ず"ユニットメンバーのうち1名を追放しなければならない。
| 出場選手                 | 所属           | エスケープ順 | メンバー追放権 | 備考                                                    |
| ------------------------ | -------------- | ------------ | -------------- | ------------------------------------------------------- |
| Kzy                      | NATURAL VIBES  | 1            | 未行使         |                                                         |
| YAMATO                   | TRIBE VANGUARD | 3            | 未行使         |                                                         |
| シュン・スカイウォーカー | 望月道場       | 2            | 行使           | 追放権を行使し、自分自身を追放。                        |
| 土井成樹                 | MaxiMuM        | 4            | 未行使         |                                                         |
| ビッグR清水              | R･E･D          | ●            | 強制           | 負け残りのため強制追放となり、自派閥だったBen-Kを追放。 |

### 2020年9月21日、大田区総合体育館
- 金網6WAYマッチ[19]

旗の数は5本。新型コロナウィルスによる日程変更の影響もあり、例年と試合時期・会場を変更して実施された。
試合開始時はシングルマッチ(入場順1と2の選手)からスタートとなり、時間経過で順次入場順に沿って選手が金網へ入る。旗を取る条件は特になく、全選手が揃っていなくても取得が可能。
出場選手にはリスクが設けられ、多くの場合負け残りリスクとなるが、KAIやEitaのように旗を取った状況によるリスクもある。
| 出場選手    | 入場順 | エスケープ順 | リスク | 備考                                                                  |
| ----------- | ------ | ------------ | --- | --------------------------------------------------------------------- |
| 吉野正人    | 3      | 5            | 負け残りの場合丸刈りになった上で土井成樹とその場で引退試合を行って引退。                                                                                 | 試合後のマイクで引退時期に関して保留とした。(その後2021年8月に引退)   |
| YAMATO      | 5      | 3            | 負け残りの場合年内いっぱいの大会開始前のプロレス講座(前説)を担当、 コスチュームを白ブリーフかつガウンにバスローブ着用、髪型をストレートパーマに。        |                                                                       |
| KAI         | 2      | 1            | 負け残りの場合DRAGON GATEから追放。 最初にエスケープした場合R･E･Dへ加入。                                                                                | 最初にエスケープしR･E･D加入。                                         |
| B×Bハルク   | 4      | 2            | 負け残りの場合リングネームを本名に、R･E･Dから追放、望月道場へ入門。                                                                                      |                                                                       |
| Eita        | 6      | 4            | 負け残りの場合R･E･Dから脱退しDRAGON GATE世代へ移籍。 最初にエスケープできなかった場合自身の持つドリームゲート王座の次期挑戦者をDRAGON GATE世代から選出。 | 最初にエスケープできなかったため次期挑戦者をDRAGON GATE世代から指名。 |
| ビッグR清水 | 1      | ●            | 負け残りの場合R･E･Dから追放、髪を角刈りに刈られ、リングネームを最初期の『リョーツ清水』へ戻す。                                                          | 負け残りのため執行。                                                  |

### 2021年5月5日、愛知県体育館
- マスカラ・コントラ・カベジェラ金網サバイバル・タッグマッチ[20]

初のタッグマッチでの開催。旗の数は3本。
先に旗を2本取得した組の勝利(勝ち抜け)となり、敗戦組の時間無制限シングルマッチに切り替わる。シングルマッチで敗れた選手が髪切りもしくはマスク剥ぎとなる。
HIGH-ENDとR･E･Dの遺恨のある選手同士が組む形でのタッグマッチであるが、両チームの人数差によるセコンド介入の差への不満から他のユニットの介入が提案され、NATURAL VIBESがYAMATO&KAI組を、MASQUERADEがドラゴン・キッド&SB KENTo組をサポートすることとなった。
| 出場選手         | 旗取得順 | 勝敗 | 備考 |
| ---------------- | -------- | ---- | --- |
| YAMATO           | 3○       | -    | パートナーはKAI。自組の両名とも旗取得のため勝ち抜け。                                                    |
| KAI              | 1○       | -    | パートナーはYAMATO。自組の両名とも旗取得のため勝ち抜け。                                                 |
| ドラゴン・キッド | 2        | ○    | パートナーはSB KENTo。シングルマッチで勝利。                                                             |
| SB KENTo         | -        | ●    | パートナーはドラゴン・キッド。YAMATOをサポートしシングルマッチでのキッド撃破を目論んだが、敗北し髪切り。 |

### 2023年7月2日、神戸ワールド記念ホール
- マスカラ・コントラ・マスカラ金網5WAYマッチ

ウルティモ・ドラゴンとディアマンテ、そしてストロングマシーン・Jとシュン・スカイウォーカーの遺恨決着戦にドラゴン・キッドが割って入る形で開催。
金網マッチ初の全員が覆面レスラーでの開催となり、今回は旗の代わりに出場選手それぞれのマスクが金網の上に掲げられる。
ゴングの時点から5WAYで戦い、自身のマスクが外された選手からエスケープとなり、最後まで金網にマスクが残った選手が敗者としてマスク剥ぎとなる。
| 出場選手                 | エスケープ順 | 備考                                   |
| ------------------------ | ------------ | -------------------------------------- |
| ウルティモ・ドラゴン     | 1            |                                        |
| ドラゴン・キッド         | 2            |                                        |
| ストロングマシーン・J    | 3            |                                        |
| シュン・スカイウォーカー | 4            |                                        |
| ディアマンテ             | ●            | 負け残りのためマスク剥ぎと本名を公表。 |